# Rocio gemmata
Rocio gemmata är en fiskart som beskrevs av Contreras-balderas och Schmitter-soto 2007. Rocio gemmata ingår i släktet Rocio och familjen Cichlidae. Inga underarter finns listade i Catalogue of Life.